# Reichssender Königsberg

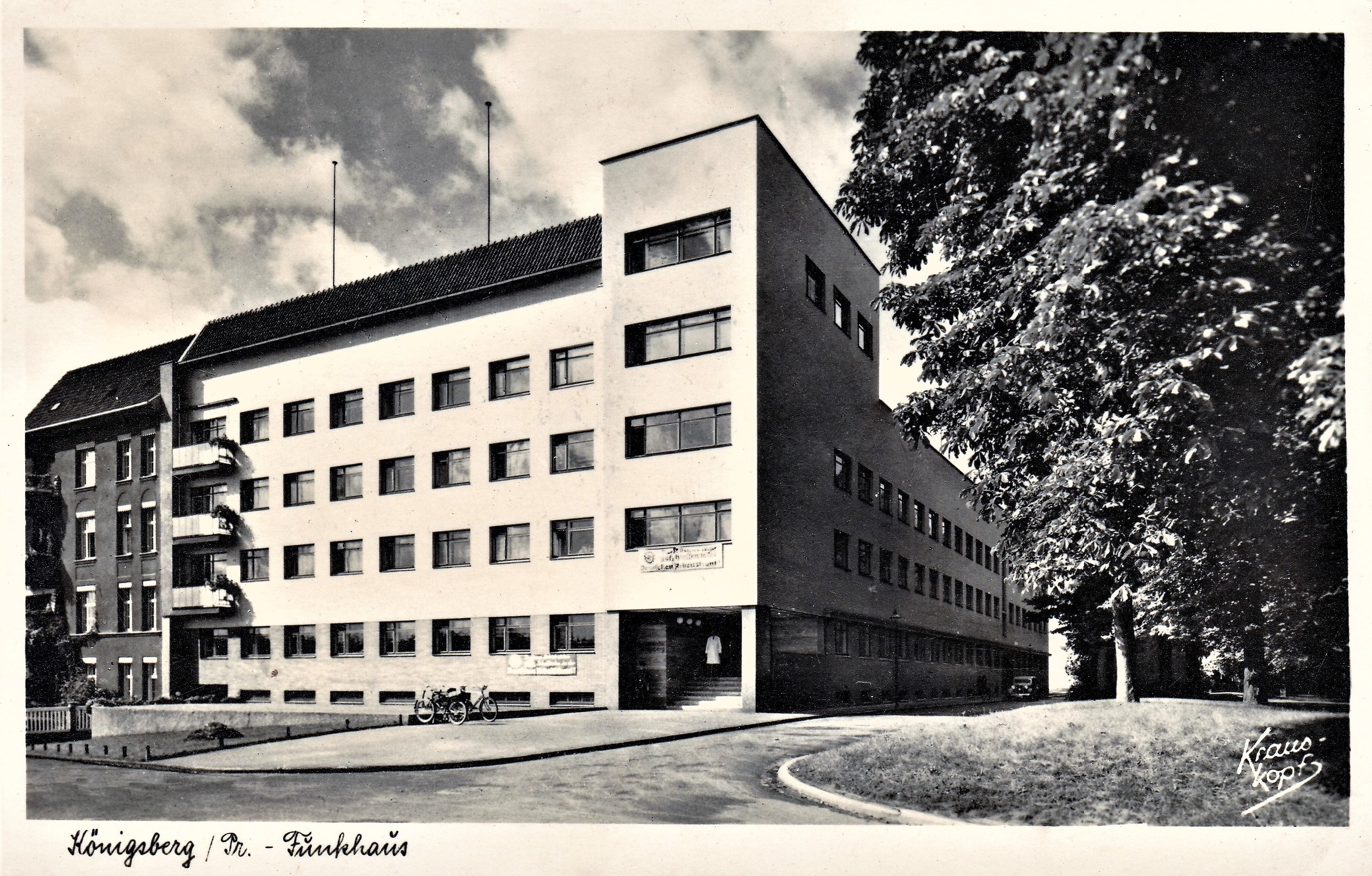
Radiohuset i Königsberg före 1945.

Reichssender Königsberg var en tysk radiostation inom Reichs-Rundfunk-Gesellschaft, sedermera Großdeutscher Rundfunk. Stationen var belägen i Königsberg, dagens Kaliningrad, i Ostpreussen.

## Historik
Reichssender Königsberg driftsattes ursprungligen 1924 av radiobolaget Ostmarken Rundfunk AG, ORAG, i lokaler på mässområdet för Deutsche Ostmesse Königsberg. ORAG, som var den första radiostationen i Ostpreussen, var till 50 % privatägt och till 50 % ägt av Die Reichspost.. Den första radiostationen byggdes i området Pregelwiesen vid Sackheimer Tor och dess 0,5 kW-sändare hade en 40 m hög mast. År 1932 förstatligades ORAG och döptes om till Reichssender Königsberg. 1 april 1934 inleddes byggnadsarbetena på det nya radiohuset vid Hansaring, ritat av arkitekten Hanns Hopp. I maj 1933 tillträdde Siegfried Haenicke som stationschef. Då han hamnade i konflikt med Joseph Goebbels ersattes han i juni 1935 av Alfred Lau.

### Tekniska data
| Från         | Till         | Frekvens i kHz | Våglängd i meter | Program                     | Effekt i kW |
| ------------ | ------------ | -------------- | ---------------- | --------------------------- | ----------- |
| 14 juni 1924 | Okänt        | 647,9          | 463,0            |                             | 1,5         |
| 1931         | 1940         | 1382,0         | 217,1            | Königsberg                  | 0,6         |
| 1934         | 7 april 1945 | 1348,0         | 222,6            | Königsberg 2 (sändare nr 2) | 0,5 (2)     |
| 1939         | 7 april 1945 | 1031,0         | 291,0            | Königsberg 1 (sändare nr 1) | 100         |

## Radiotablå

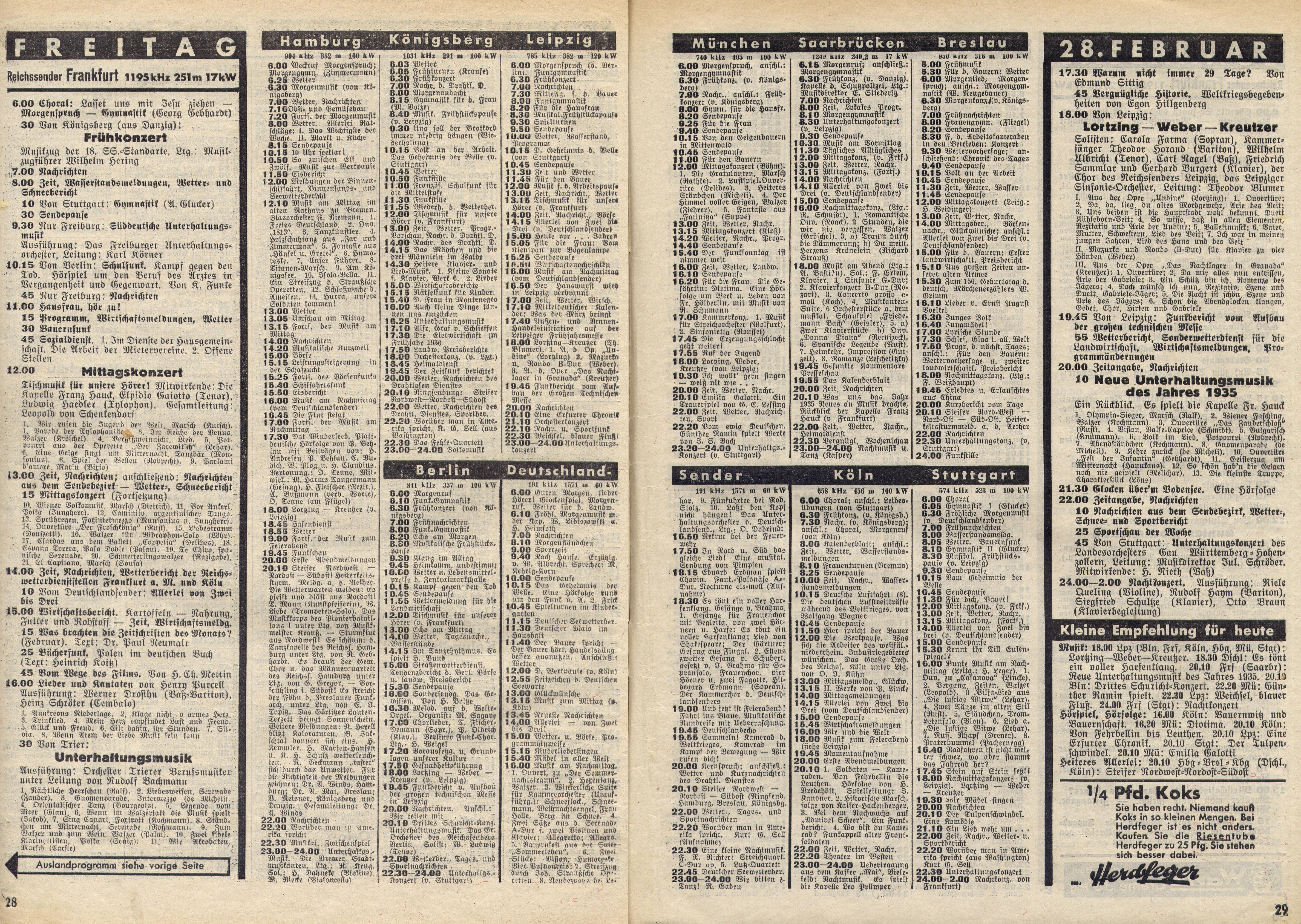
Radiotablå från 28 februari 1936

Den 28 februari 1936 hade Radio Königsberg denna tablå. Man sände med 100 kW uteffekt på frekvensen 1031 kHz (291 m våglängd)
| Tid           | Program                                                                  |
| ------------- | ------------------------------------------------------------------------ |
| 06.03         | Väderleksrapporten                                                       |
| 06.05         | Morgongymnastik (Krausse)                                                |
| 06.30         | Morgonkonsert                                                            |
| 07.00         | Nyheter                                                                  |
| 08.00         | Morgonandakt                                                             |
| 08.15         | Husmorsgymnastik (M. Bolze)                                              |
| 08.40         | Musikalisk frukostrast (från Leipzig)                                    |
| 09.30         | För oss skall det bli bättre (repris)                                    |
| 10.15         | Folk på arbetet. Vågornas hemlighet (från Stuttgart)                     |
| 10.45         | Väderleksrapporten                                                       |
| 10.50         | Radiotystnad                                                             |
| 11.00         | Skolradio, franska för gymnasiets mellanstadium                          |
| 11.30         | Radiotystnad                                                             |
| 11.55         | Väderleksrapporten i repris                                              |
| 12.00         | Taffelmusik för våra lyssnare (från Frankfurt)                           |
| 13.00         | Tidsangivelse, väderleksrapport, programöversikt, nyheter                |
| 14.00         | Nyheter                                                                  |
| 14.15         | Flickan och de tre männen i skogen                                       |
| 14.30         | Lättare pianomusik och sång. 1. Små sonater för piano, verk 6. 2. Sånger |
| 15.00         | Ekonominyheter                                                           |
| 15.15         | Radiogåtor för barn                                                      |
| 15.40         | Kvinnan i Montenegro                                                     |
| 16.00         | Också små saker kan tjusa oss                                            |
| 16.25         | Underhållningsmusik                                                      |
| 17.10         | Greve Alfred von Schliessen                                              |
| 17.30         | Äggproduktionen våren 1936                                               |
| 17.50         | Jordbrukspriserna                                                        |
| 18.00         | Orkesterkonsert (från Leipzig)                                           |
| 18.45         | Hemtjänsten                                                              |
| 19.45         | Radiotiden berättar                                                      |
| 20.00         | Väderleksrapporten, nyheter                                              |
| 20.10         | Ringsändning: Nordväst-nordost-sydost                                    |
| 22.00         | Väderleksrapporten, nyheter, sportnyheter                                |
| 22.20         | Vad man talar om i Amerika: R. G. Sell (från Washington)                 |
| 22.30         | Fehle-kvartetten                                                         |
| 23.00 - 24.00 | Folkmusik                                                                |